# Нейтронна радіографія
Нейтронна радіографія (рос. нейтронная радиография, англ. neutron radiography; нім. Neutronenradiographie f) – метод неруйнівного контролю; застосовується в основному для дослідження мінералів, металів, сплавів тощо з метою виявлення в них неоднорідностей або домішок і їх розташування. Н.р. дозволяє виявляти в мінералах, гірських породах і рудах включення, що містять елементи, які сильно поглинають нейтрони на фоні породотвірних елементів, які, як правило, слабко погли-нають нейтрони. Кількісні результати при обробці нейтронних радіограм отримують шляхом визначення оптичної щільності зображення на різних ділянках або підрахунком числа треків на трековому детекторі.